# Warner TV Comedy
Warner TV Comedy (von 2012 bis 2014 glitz* und von 2014 bis 2016 TNT Glitz, bis 24. September 2021 TNT Comedy) ist ein Bezahlfernsehsender von Turner Entertainment International (Warner Bros. Discovery). Er wurde am 1. Mai 2011 in Lateinamerika und Brasilien unter dem Namen glitz* gestartet, wo er die dortigen Versionen von Fashion.TV ersetzte. Am 20. September 2011 gab die Turner-Gruppe bekannt, dass glitz* im Mai 2012 auch in Deutschland starten werde. Man erhoffte sich, mit dem Sender sixx in Konkurrenz treten zu können, der im Free-TV dieselbe Zielgruppe bedient. Allerdings ist Glitz ausschließlich via Pay-TV zu empfangen und ist damit der fünfte Pay-TV-Sender von Turner in Deutschland.
Am 14. Juni 2021 wurde bekannt, dass der Sender am 25. September 2021 im Zuge eines Rebrandings in Warner TV Comedy umbenannt werden wird.

## Geschichte
Glitz* startete am 8. Mai 2012 in SD und HD. Der HD-Ableger wird seitdem über das Digitalpaket „Kabel Digital Home HD“ bzw. „Premium HD“ bei Vodafone Kabel Deutschland, „DigitalTV ALLSTARS + HD Option“ bei Unitymedia, sowie über MagentaTV im Paket „HD“ verbreitet. Der Slogan von glitz* lautete „hier scheint die Sonne“. Das Programm des Senders sollte sich wie sixx an Frauen richten.
Glitz* wurde am 1. April 2014 zur Anpassung an seine Schwestersender in TNT Glitz umbenannt. Der neue Slogan lautet „Wir sind pink“. Außerdem wird der Sender seitdem auch in HD bei Sky verbreitet.
Zum 1. Juni 2016 wurde der Sender erneut umbenannt, dieses Mal in TNT Comedy. Er konzentrierte sich hauptsächlich auf Comedyformate und -filme. Verschiedene Serien wechselten daher zwischen den einzelnen TNT-Sendern. Am 25. September 2021 wurde der Sender im Zuge eines Rebrandings in Warner TV Comedy umbenannt.

## Eigenproduktionen
- Andere Eltern (seit 2019)
- Arthurs Gesetz (2018)
- Ausgebremst (seit 2020)
- Oh Hell (2022)
- The Mopes (2021)
- German Genius (2023)[9]

## Programm
Zu den Serien, die seit Sendebeginn ausgestrahlt wurden, gehören unter anderem die deutschsprachigen Erstausstrahlungen der Comedyserien Parks and Recreation, Web Therapy, Girls, Hot in Cleveland und Happily Divorced, sowie der Dramaserien Parenthood, Pretty Little Liars und Unforgettable. Des Weiteren wurden die Reality-Shows Top Chef, 9 by Design, The Rachel Zoe Project und Top Design gezeigt. Zu den Eigenproduktionen zählt auch das Magazin InStyle, bei dem aktuelle Mode- und Beauty-Trends vorgestellt werden und es Berichte von internationalen Events sowie Interviews mit Stars geben wird. Das Programm wurde darüber hinaus mit Wiederholungen der Sendungen Body of Proof, Private Practice, Grey’s Anatomy, 2 Broke Girls, Two and a half Men und Crossing Jordan gefüllt. Ebenfalls zu sehen sind Klassiker wie Hart aber herzlich (wird seit der Übernahme von TNT auf TNT Serie ausgestrahlt) und McLeods Töchter.
Die Serien können neben der deutschen Synchronisation auch mit Originalton angesehen werden.
Am 14. Mai 2020 wurde angekündigt, dass TNT Comedy mit The Rising of the Shield Hero, That Time I Got Reincarnated as a Slime und Dr. Stone ab dem 15. Juli erstmals Anime-Fernsehserien zeigen wird.

## Logos

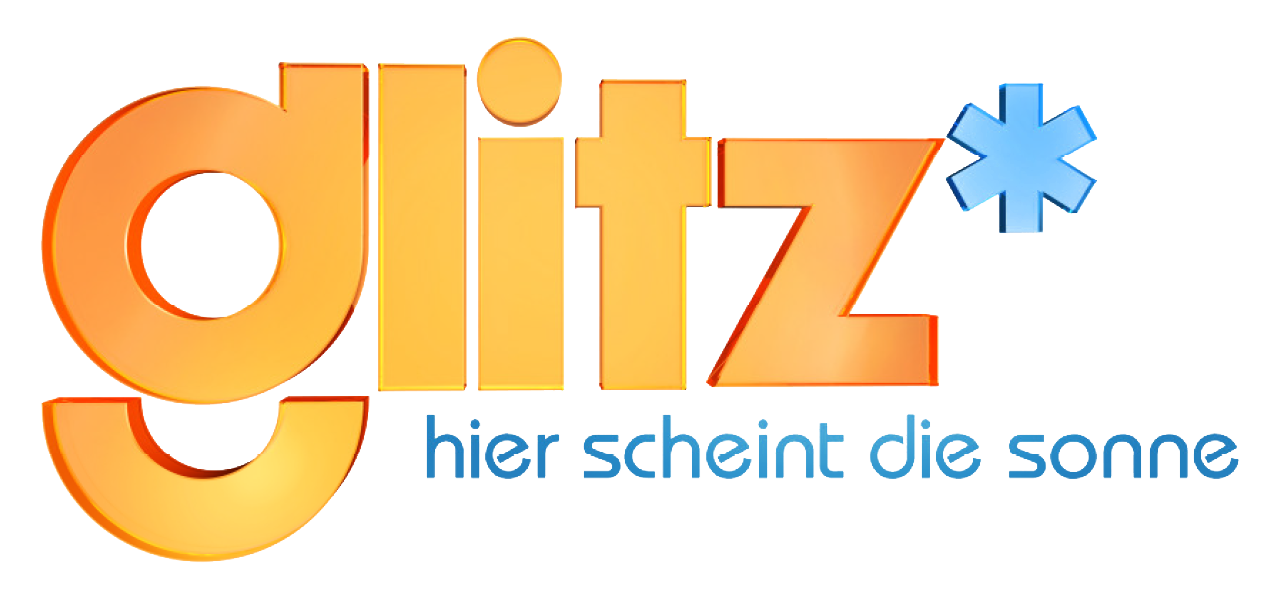
glitz*-Logo (2012 bis 31. März 2014)
glitz* HD-Logo (2012 bis 31. März 2014)
TNT Glitz-Logo vom 1. April 2014 bis zum 30. Mai 2016
TNT Glitz HD-Logo vom 1. April 2014 bis zum 30. Mai 2016
Logo von TNT Comedy vom 1. Juni 2016 – 24. September 2021
Logo von TNT Comedy HD vom 1. Juni 2016 – 24. September 2021
Logo von Warner TV Comedy seit 25. September 2021
Logo von Warner TV Comedy HD von 25. September 2021 bis 2024